# Сингх, Сант Балджит
Сант Балджит Сингх (родился 27 октября 1962 года) — современный духовный Мастер линии Святых Сант Мат. Он был посвящён Мастером Сант Такаром Сингхом в августе1997 года. С 6 февраля 2005 года Сант Балджит Сингх начал работать в качестве духовного Мастера. Его учение включает в себя эзотерическую практику слушания Звукового Потока, Шабда, Наама или Слова — проявления Бога, и направлено на самопознание и познание Бога.
6 февраля 2005 года в Пимпельнере, Индия, Сант Такар Сингх перед 1,5 миллионной аудиторией учеников представил Сант Балджита Сингха как своего единственного преемника. Это выступление было записано на видео.

## Цитата
«Вступите в обширную Вселенную и начните новую жизнь! Потеряйте себя в любви к Богу, и станьте очарованными Им. Есть только одна цель жизни. Если вы однажды окунулись в Его любовь, у вас никогда не появится причин оставить Его лоно. Истина находится внутри, она не снаружи» САНТ МАТ. Дата обращения: 20 ноября 2013.
— Сант Балджит Сингх.